# Edmond Michelet
Pour les articles homonymes, voir Michelet.
Edmond Charles Octave Michelet, né le 8 octobre 1899 à Paris 19e, et mort le 9 octobre 1970 à Brive-la-Gaillarde (Corrèze), est un homme politique français.
Il est le père de l'écrivain Claude Michelet et le grand-père de Benoît Rivière, évêque d'Autun.

## Biographie

### Jeunesse et premiers engagements
Edmond Octave Michelet est le fils de Florentin Octave Michelet et Victoire Jehanne,. Titulaire du certificat d'études en 1912, il s'engage en 1918 dans l'infanterie mais ne monte pas au front.
Établi à Brive après la guerre, il exerce, comme son père, le métier de représentant de commerce. Il préside la Jeunesse Catholique du Béarn, milite à l'Action française jusqu'en 1928 puis pour le catholicisme social. En 1930, il est président de la Jeunesse catholique de la Corrèze.

### Résistance et captivité
Le 17 juin 1940, il distribue des tracts dans les boîtes aux lettres de Brive qui dénoncent l'esprit de capitulation et appellent ainsi à la Résistance à travers une œuvre de Charles Péguy, L'Argent, suite. Il répand un tract reprenant un texte de Péguy : « Celui qui ne se rend pas a raison contre celui qui se rend ».
Une dizaine de jeunes chrétiens de la JEC (Jeunesse étudiante chrétienne) ou de la JOC (Jeunesse ouvrière chrétienne) rejoignent Michelet : Jean Gilibert, qui rejoint ensuite l'état-major régional de Combat, Georges Mamy, qui est plus tard le secrétaire de Georges Bidault, René Plantade, Paul Dhalluin, Jeanine et Jacqueline Granet.
Chef du mouvement de Résistance Combat en Limousin (région R5) sous le nom de Duval, il est arrêté le 25 février 1943 à Brive-la-Gaillarde par la Gestapo. Transféré à Fresnes où il est mis au secret, il est déporté en septembre 1943 à Dachau où il est impressionné par la personnalité de Georges Lapierre. Avant d'être assassiné, le général Charles Delestraint, emprisonné avec l’évêque de Clermont-Ferrand Gabriel Piguet et le père Lavigne, lui confie un morceau de papier hygiénique faisant office de lettre qui donne l'ordre de « se regrouper autour de Michelet ».

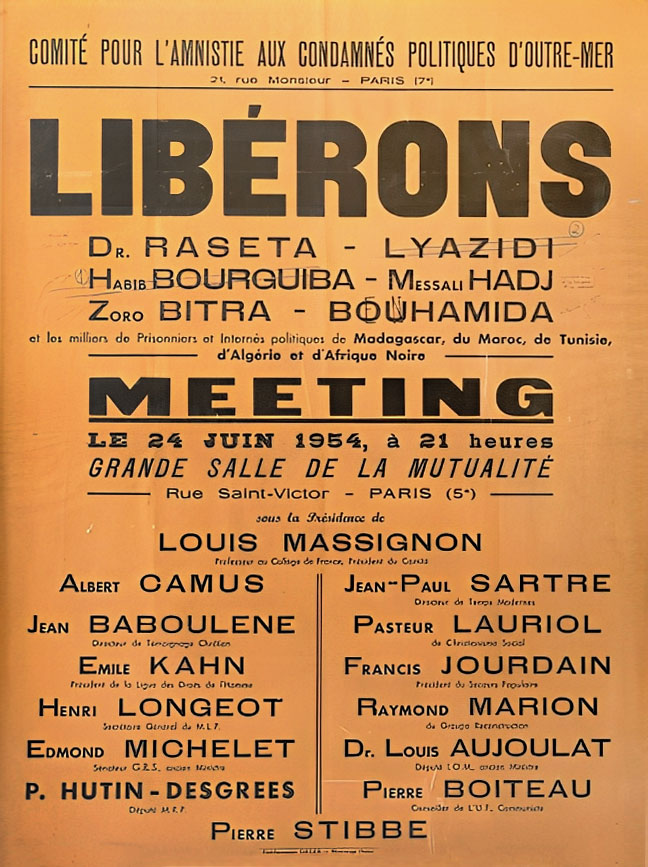
Meeting pour la libération des prisonniers et internés politiques de Madagascar, du Maroc, de Tunisie, d’Algérie et d’Afrique Noire, en présence d'Edmond Michelet, 24 juin 1954.

Il est rapatrié du camp parmi les derniers en juin 1945. De retour en France, Edmond Michelet préside le Comité patriotique français de Dachau (organisation de retour des déportés français et espagnols). À partir de juillet 1945 il est délégué à l'Assemblée consultative provisoire au titre des prisonniers et déportés.
Ministre en 1946, il remet la Médaille de la Résistance française au clan scout de Belfort Guy de Larigaudie pour sa participation active face à l'occupant.
Edmond Michelet prononça une allocution lors des obsèques en 1947 à Germain Auboiroux. Il dressa un portrait de lui dans son ouvrage (Rue de la Liberté).
Après la parution en 1950 du Mensonge d'Ulysse qui décrit les conditions de détention à Dachau, il introduit contre Paul Rassinier une action en dommages et intérêts dont il se désiste la même année en offrant le remboursement des frais occasionnés à la partie adverse.
Après guerre, Edmond Michelet se porte plusieurs fois témoin de moralité pour Jo Attia, un truand du gang des Tractions Avant qu'il a rencontré en camp de concentration, le rendant proprement intouchable,.

### Carrière politique
Élu député de la Corrèze sous l'étiquette MRP en 1945, Edmond Michelet devient Ministre des Armées du général de Gaulle le 21 novembre 1945, poste qu'il occupe jusqu'au 16 décembre 1946. Réélu député en 1946 (Deuxième Assemblée nationale constituante et Assemblée nationale), il siège au Palais Bourbon mais est battu en 1951.
Il adhère par la suite au RPF dont il devient l'un des principaux dirigeants. En 1947, il participe à la fondation du Mouvement des Républicains Populaires Indépendants, qui regroupe les exclus ou démissionnaires du MRP pour double-appartenance avec le RPF.
Il est sénateur de la Seine entre 1952 et 1959 (vice-président du Conseil de la République en pour la session 1957-1958). Durant son mandat, il dépose la proposition de loi tendant à consacrer le dernier dimanche d'avril au souvenir des victimes de la déportation et morts dans les camps de concentration du IIIe Reich au cours de la guerre 1939-1945 adoptée sous le nom Journée nationale du souvenir de la déportation.

### Guerre d'Algérie et rétablissement de la peine de mort pour motif politique
Le 9 juin 1958, il revient au gouvernement comme ministre des Anciens combattants (ministère de Gaulle), puis comme ministre de la Justice du 8 janvier 1959 au 24 août 1961, date à laquelle Michel Debré, mécontent de son opposition à la très dure répression menée par Maurice Papon contre le FLN et les Algériens de Paris, obtient son remplacement. Le Premier ministre juge en effet l'action du garde des Sceaux, qui est partisan de la négociation vis-à-vis du FLN, comme beaucoup trop laxiste.
En tant que ministre de la Justice, Edmond Michelet signe, le 4 juin 1960 une ordonnance qui modifie profondément le Code pénal et le Code de procédure pénale et qui rétablit la peine de mort pour raison politique qui était abolie depuis 1848. Passée relativement inaperçue, cette ordonnance fut condamnée par des juristes éminents. Lors du procès des généraux Maurice Challe et André Zeller, coauteurs du putsch du 22 avril 1961, Michelet  écrit le 30 mai 1961 une lettre personnelle au procureur Besson lui enjoignant de réclamer à l'audience la peine de mort : « il est clair que pour l'un et l'autre le châtiment suprême doit normalement être réclamé. » Besson refuse ses injonctions et requiert une peine de détention criminelle à perpétuité ; le tribunal considère qu'il y a des circonstances atténuantes et la limite à quinze années. Peu de temps après, Edmond Michelet l'oblige à quitter son poste.
Siégeant au Conseil constitutionnel, de 1962 à 1967, Michelet est par ailleurs président international du Centre européen de documentation et d'information (CEDI) de 1962 à 1964.
En 1963, à la demande du général de Gaulle, il fonde l'Association France-Algérie.
Edmond Michelet devient ministre d'État, chargé de la Fonction publique, du 6 avril 1967 au 31 mai 1968 (gouvernement Georges Pompidou IV), puis succède à André Malraux comme ministre des Affaires culturelles, du 20 juin 1969 à son décès (gouvernement Jacques Chaban-Delmas).
Fin connaisseur de Charles Péguy, il se lia d'amitié avec les De Gaulle, ou encore le peintre Marc Chagall. André Malraux a dit de lui qu'il fut « l'aumônier de la France ».

### Mort et hommages publics

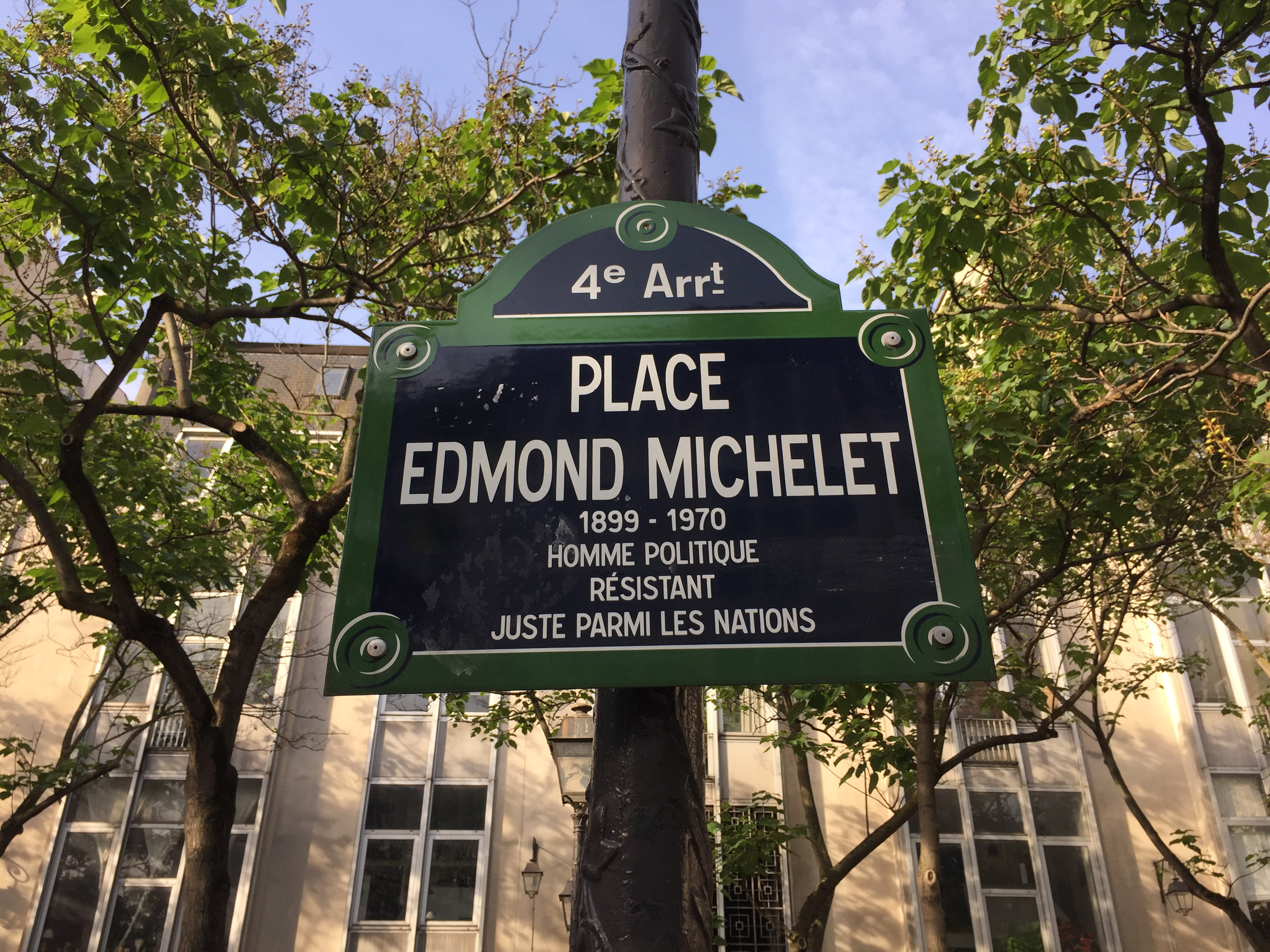
Place Edmond-Michelet à Paris.

Il meurt le 9 octobre 1970 dans sa propriété de Marcillac, à Brive, victime d'une hémorragie cérébrale. Son épouse née Marie Vialle est décédée en 1989 à 89 ans.
Les obsèques solennelles d’Edmond Michelet se déroulent en la Collégiale Saint-Martin de Brive-la-Gaillarde, une messe est concélébrée par huit prêtres, anciens déportés du Camp de concentration de Dachau. Une allocution est prononcée par le Premier ministre, Jacques Chaban-Delmas. L'inhumation a lieu, conformément au désir du défunt, dans la chapelle de Notre-Dame-de-la-Paix dans son habit de déporté de Dachau. Edmond Michelet l'avait fait construire en 1959, à une centaine de mètres de sa maison de Marcillac. Parmi les hommages rendus et les télégrammes reçus on relève ceux de Georges Bidault, Henri Frenay, Marcel Paul, Alain Poher, Édouard Balladur, Geneviève de Gaulle-Anthonioz, entre autres...
En souvenir de son rôle dans la vie politique française et de son titre de Juste parmi les nations, son nom a été donné à plusieurs établissements scolaires dont le lycée Edmond Michelet d'Arpajon en Essonne ou le Groupe Scolaire Edmond Michelet à Brive. Le collège et la place Edmond-Michelet de Paris lui rendent aussi hommage. Le groupe local Scouts et Guides de France de Brive-la-Gaillarde porte son nom.

## Publications
- Sur la fidélité en politique. Lettre à Monsieur l'Abbé G., La jeune Parque, 1949
- Rue de la Liberté, Éditions du Seuil, 1955, Prix André-Jullien du Breuil de l'Académie française en 1956 Nouvelle édition en 2020.
- Contre la guerre civile, Librairie Plon, 1957
- Le Gaullisme, passionnante aventure, Librairie Arthème Fayard, 1962
- La querelle de la fidélité. Peut-on être gaulliste aujourd'hui ? Entretiens avec Alain Duhamel, Fayard, 1971
- À travers les barreaux. Lettres de prison d'Edmond Michelet à sa femme, Salvator, 2020.
- Jacques Perrier et Edmond Michelet, La hantise des autres, Salvator, 2020.

## Béatification
Son procès en béatification a été introduit, au plan diocésain, en 1976, par Jean-Baptiste Brunon, alors évêque de Tulle, pour son action à Brive-la-Gaillarde en faveur des Juifs allemands persécutés par le nazisme « Il n’y a jamais eu chez lui ni confusion ni séparation entre l’amour de Dieu et l’amour du frère » chez cet « homme de réconciliation » que l’on surnommait « le ministre qui prie », a souligné l'évêque d'Autun, Benoît Rivière, son petit-fils.
La cause de béatification d'Edmond Michelet a été officiellement introduite à Rome en septembre 2006 puis close sur le plan diocésain en avril 2015. Sur la voie d’une éventuelle canonisation, deux faits pourraient contrarier son acceptation : aucun « miracle » n'a jamais pu lui être attribué (ordinairement, pour être canonisé, il faut en avoir accompli au moins deux) et l’ordonnance rétablissant la peine de mort en matière politique, signée de sa main, lors de la période de la guerre d'Algérie. Son rôle comme garde des Sceaux fait néanmoins encore polémique aujourd’hui, notamment le fait d'avoir envoyé une lettre au procureur Antonin Besson demandant la peine de mort pour les généraux putschistes.

## Distinctions
- Commandeur de la Légion d'honneur
- Croix de guerre 1939-1945

 Médaille de la Résistance française, avec rosette (décret du 16 janvier 1947)
- Croix du combattant volontaire de la Résistance
- Commandeur de l'ordre des Arts et des Lettres ex officio en tant que ministre chargé des affaires culturelles (1969)[26]
- Commandeur de l'ordre du Mérite combattant, ex officio en tant que ministre des Anciens combattants et victimes de guerre (1958)[27]
- Médaille d'honneur de l'administration pénitentiaire, bronze
- Grand-croix de l'ordre de San Raimundo de Peñafort (Espagne, 1964)[28]
- Juste parmi les nations (dossier 6805, en 1995)[29],[30].